# VM i atletik 2017
|  | Denne artikel eller sektion om sport er forældet eller ikke opdateret. Se artiklens diskussionsside eller historik. |

Verdensmesterskaberne i atletik 2017, arrangeret af IAAF, var den 16. udgave af mesterskabet og blev afholdt fra den 4. til den 13. august 2017 i London, Storbritannien. London blev officielt tildelt mesterskabet af IAAF, i Monaco den 11. november 2011. Dette mesterskab var det sidste for både sprinteren Usain Bolt og langdistanceløberen Mo Farah.

## Udbudsprocessen
Da fristen, til at søge værtskabet for mesterskabet, udløb den 1. september 2011, havde to kandidatbyer (London og Doha) bekræftet deres kandidaturer. Barcelona, der havde undersøgt et bud, trak sig pga. manglende støtte fra den lokale befolkning og økonomiske vanskeligheder. En bedømmelseskommission hos IAAF vurderede buddene af de to tilbageværende byer. Kommissionen besøgte London den 2. oktober og tog til Doha den 4. oktober, hvor de opholdt sig indtil den 6. oktober. Den 11. november 2011 blev det officielt annonceret at London var valgt som værtsby for mesterskabet.

## Kvalifikationskrav
Kvalifikationsperioden for 10.000 meter, marathon, kapgang, stafet og mangekamp løb fra den 1. januar 2016 til den 23. juli 2017. For alle andre discipliner, løb kvalifikationsperioden fra den 1. oktober 2016 til den 23. juli 2017.
| Disciplin                  | Mænd              | Kvinder           |
| -------------------------- | ----------------- | ----------------- |
| 100 meter                  | 10.12             | 11.26             |
| 200 meter                  | 20.44             | 23.10             |
| 400 meter                  | 45.50             | 52.10             |
| 800 meter                  | 1:45.90           | 2:01.00           |
| 1500 meter (mile)          | 3:36.00 (3:53.40) | 4:07.50 (4:26.70) |
| 3000 meter forhindringsløb | 8:32.00           | 9:42.00           |
| 5000 meter                 | 13:22.60          | 15:22.00          |
| 10.000 meter               | 27:45.00          | 32:15.00          |
| 110/100 meter hækkeløb     | 13.48             | 12.98             |
| 400 meter hækkeløb         | 49.35             | 56.10             |
| Højdespring                | 2.30 m            | 1.94 m            |
| Stangspring                | 5.70 m            | 4.55 m            |
| Længdespring               | 8.15 m            | 6.75 m            |
| Trespring                  | 16.80 m           | 14.10 m           |
| Kuglestød                  | 20.50 m           | 17.75 m           |
| Diskoskast                 | 65.00 m           | 61.20 m           |
| Hammerkast                 | 76.00 m           | 71.00 m           |
| Spydkast                   | 83.00 m           | 61.40 m           |
| Marathon                   | 2:19:00           | 2:45:00           |
| Tikamp/Syvkamp             | 8100              | 6200              |
| 20 kilometer kapgang       | 1:24:00           | 1:36:00           |
| 50 kilometer kapgang       | 4:06:00           | 4:30:00           |

## Medaljeoversigt
Værtsnation
| Placering | Land                 | Guld | Sølv | Bronze | Total |
| --------- | -------------------- | ---- | ---- | ------ | ----- |
| 1         | Storbritannien (GBR) | 1    | 0    | 0      | 1     |
| 2         | Uganda (UGA)         | 0    | 1    | 0      | 1     |
| 3         | Kenya (KEN)          | 0    | 0    | 1      | 1     |
| Total     | Total                | 1    | 1    | 1      | 3     |

## Event sammendrag

### Mænd

#### Bane
| Event | Guld                           | Guld        | Sølv                           | Sølv        | Bronze             | Bronze      |
| --- | ------------------------------ | ----------- | ------------------------------ | ----------- | ------------------ | ----------- |
| 100 meter |                                |             |                                |             | Usain Bolt         |             |
| 200 meter |                                |             |                                |             |                    |             |
| 400 meter |                                |             |                                |             |                    |             |
| 800 meter |                                |             |                                |             |                    |             |
| 1500 meter |                                |             |                                |             |                    |             |
| 5000 meter |                                |             |                                |             |                    |             |
| 10.000 meter | Mohamed Farah · Storbritannien | 26:49.51 WL | Joshua Kiprui Cheptegei Uganda | 26:49.93 PB | Paul Tanui · Kenya | 26:50.60 SB |
| Marathon |                                |             |                                |             |                    |             |
| 110 meter hækkeløb |                                |             |                                |             |                    |             |
| 400 meter hækkeløb |                                |             |                                |             |                    |             |
| 3.000 meter forhindringsløb |                                |             |                                |             |                    |             |
| 20 kilometer kapgang |                                |             |                                |             |                    |             |
| 50 kilometer kapgang |                                |             |                                |             |                    |             |
| 4 × 100 meter stafet |                                |             |                                |             |                    |             |
| 4 × 400 meter stafet |                                |             |                                |             |                    |             |
| WR verdensrekord \| AR Kontinent rekord \| CR mesterskabsrekord \| OR olympisk rekord \| NR national rekord \| WL world leading \| EL European leading \| PB personligt bedste \| SB sæsonens bedste |                                |             |                                |             |                    |             |

#### Kast og spring
| Event | Guld                       | Guld                     | Sølv                       | Sølv    | Bronze                     | Bronze                   |
| --- | -------------------------- | ------------------------ | -------------------------- | ------- | -------------------------- | ------------------------ |
| Højdespring |                            |                          |                            |         |                            |                          |
| Stangspring |                            |                          |                            |         |                            |                          |
| Længdespring |                            |                          |                            |         |                            |                          |
| Trespring |                            |                          |                            |         |                            |                          |
| Kuglestød |                            |                          |                            |         |                            |                          |
| Diskoskast | Skabelon:FlagATHCHmedalist | 69.21 m Skabelon:AthAbbr | Skabelon:FlagATHCHmedalist | 69.19 m | Skabelon:FlagATHCHmedalist | 68.03 m Skabelon:AthAbbr |
| Spydkast |                            |                          |                            |         |                            |                          |
| Hammerkast |                            |                          |                            |         |                            |                          |
| WR verdensrekord \| AR Kontinent rekord \| CR mesterskabsrekord \| OR olympisk rekord \| NR national rekord \| WL world leading \| EL European leading \| PB personligt bedste \| SB sæsonens bedste |                            |                          |                            |         |                            |                          |

#### Mangekamp
| Event | Guld | Guld | Sølv | Sølv | Bronze | Bronze |
| --- | ---- | ---- | ---- | ---- | ------ | ------ |
| Tikamp |      |      |      |      |        |        |
| WR verdensrekord \| AR Kontinent rekord \| CR mesterskabsrekord \| OR olympisk rekord \| NR national rekord \| WL world leading \| EL European leading \| PB personligt bedste \| SB sæsonens bedste |      |      |      |      |        |        |

### Women

#### Track
Skabelon:Athletics championships navigation
| Event | Guld                       | Guld                      | Sølv                       | Sølv                      | Bronze                     | Bronze                    |
| --- | -------------------------- | ------------------------- | -------------------------- | ------------------------- | -------------------------- | ------------------------- |
| 100 metres |                            |                           |                            |                           |                            |                           |
| 200 metres |                            |                           |                            |                           |                            |                           |
| 400 metres |                            |                           |                            |                           |                            |                           |
| 800 metres |                            |                           |                            |                           |                            |                           |
| 1500 metres |                            |                           |                            |                           |                            |                           |
| 5000 metres |                            |                           |                            |                           |                            |                           |
| 10,000 metres | Skabelon:FlagATHCHmedalist | 30:16.32 Skabelon:AthAbbr | Skabelon:FlagATHCHmedalist | 31:02.69 Skabelon:AthAbbr | Skabelon:FlagATHCHmedalist | 31:03.50 Skabelon:AthAbbr |
| Marathon |                            |                           |                            |                           |                            |                           |
| 100 metres hurdles |                            |                           |                            |                           |                            |                           |
| 400 metres hurdles |                            |                           |                            |                           |                            |                           |
| 3000 metres steeplechase |                            |                           |                            |                           |                            |                           |
| 20 kilometres walk |                            |                           |                            |                           |                            |                           |
| 50 kilometres walk |                            |                           |                            |                           |                            |                           |
| 4 × 100 metres relay |                            |                           |                            |                           |                            |                           |
| 4 × 400 metres relay |                            |                           |                            |                           |                            |                           |
| WR verdensrekord \| AR Kontinent rekord \| CR mesterskabsrekord \| OR olympisk rekord \| NR national rekord \| WL world leading \| EL European leading \| PB personligt bedste \| SB sæsonens bedste |                            |                           |                            |                           |                            |                           |

#### Field
Skabelon:Athletics championships navigation
| Event | Guld | Guld | Sølv | Sølv | Bronze | Bronze |
| --- | ---- | ---- | ---- | ---- | ------ | ------ |
| High jump |      |      |      |      |        |        |
| Pole vault |      |      |      |      |        |        |
| Long jump |      |      |      |      |        |        |
| Triple jump |      |      |      |      |        |        |
| Shot put |      |      |      |      |        |        |
| Discus throw |      |      |      |      |        |        |
| Hammer throw |      |      |      |      |        |        |
| Javelin throw |      |      |      |      |        |        |
| WR verdensrekord \| AR Kontinent rekord \| CR mesterskabsrekord \| OR olympisk rekord \| NR national rekord \| WL world leading \| EL European leading \| PB personligt bedste \| SB sæsonens bedste |      |      |      |      |        |        |

#### Combined
Skabelon:Athletics championships navigation
| Event | Guld | Guld | Sølv | Sølv | Bronze | Bronze |
| --- | ---- | ---- | ---- | ---- | ------ | ------ |
| Heptathlon |      |      |      |      |        |        |
| WR verdensrekord \| AR Kontinent rekord \| CR mesterskabsrekord \| OR olympisk rekord \| NR national rekord \| WL world leading \| EL European leading \| PB personligt bedste \| SB sæsonens bedste |      |      |      |      |        |        |